# Tüz
Tüz (kirg.: Түз ашуу, Tüz aszuu; ros.: перевал Тюз-Ашуу, pieriewał Tiuz-Aszuu) – przełęcz w Kirgistanie, w Górach Kirgiskich. Znajduje się na wysokości 3586 m n.p.m. Przechodzi przez nią droga samochodowa Biszkek–Osz.